# Rômulo (Fußballspieler, 1995)
Rômulo dos Santos de Souza, genannt Rômulo (* 28. April 1995 in Rio de Janeiro), ist ein brasilianischer Fußballspieler. Der Rechtsfuß wird als Stürmer oder im offensiven Mittelfeld eingesetzt.

## Karriere
Rômulo erhielt seine fußballerische Ausbildung beim Avaí FC. Hier schaffte der Spieler 2014 auch den Sprung in den Profikader. Bereits 2015 betritt er in verschiedenen Wettbewerben 41 Spiele und erzielte drei Tore. Alle Tore gelangen ihm im Rahmen der Série A 2015. Sein erstes Spiel in der Série A bestritt Rômulo am 30. Mai 2015 gegen den Coritiba FC. In dem Auswärtsspiel wurde er in der 68. Minute für Anderson Lopes eingewechselt. Sein erstes Tor in der obersten brasilianischen Liga gelang ihm am 7. Juni 2015. Gegen den Goiás EC wurde er in der 61. Minute für Eduardo eingewechselt und traf in der Schlussminute zum 1:0-Entstand. Auch nach dem Abstieg nach Ende der Saison in die Série B, kam er dort 2016 zu regelmäßigen Einsätzen. Er bestritt 28 von 38 möglichen Einsätzen und erzielte 12 Tore. Sein Klub konnte am Ende der Meisterschaft den zweiten Platz belegen und erreichte dadurch den direkten Wiederaufstieg. Am Ende der Série A 2017 musste sein Klub als 18. wieder absteigen.
Nachdem sein Kontrakt im September 2018 bis Ende 2020 verlängert wurde, ist Rômulo Mitte des Monats an al-Dhafra in die VAE für ein Jahr ausgeliehen worden. Sein erstes Spiel in der UAE Arabian Gulf League bestritt Rômulu am dritten Spieltag der Saison 2018/19. Am 21. September 2018 im Heimspiel gegen den al-Ittihad stand er in der Startelf. Am 4. Dezember 2018, dem zwölften Spieltag der Saison, erzielte Rômulo seinen ersten Tore in der Liga. Im Heimspiel gegen den al-Jazira Club erzielte er beim 3:2-Sieg, alle Tore für seinen Klub (28., 78. und 90. Minute). Zur Saison 2020 kehrte Rômulo zu Avaí. Mit diesem trat er noch in 24 Spielen (vier Tore) in der Série B 2020 an.
Anfang Februar 2021 wurde die erneute Leihe von Rômulo in die VAE bekannt. Hier unterzeichnete er bei al-Ittihad. Der Kontrakt erhielt eine Laufzeit über ein halbes Jahr und enthielt die Option eines Kaufes am Ende der Leihzeit. Die Option wurde nicht gezogen und der Spieler kehrte nach Beendigung der UAE Arabian Gulf League 2020/21 kehrte zu Avaí zurück. Nach der Austragung der Spiele um die Staatsmeisterschaft von Santa Catarina, verließ der Spieler den Klub. Rômulo wechselte zum Série B 2023 Konkurrenten Clube de Regatas Brasil.
Zum Start in die Saison 2024 schloss er sich dem CS Alagoano an. Nach Beendigung der Staatsmeisterschaft ging Rômulo zu Chapecoense in die Série B 2024.

## Auszeichnungen
- Copa do Brasil Torschützenkönig: 2018